# Modèle LogP (Informatique)
Ne doit pas être confondu avec LogP.
 (juillet 2018).
 (septembre 2020).
Le modèle LogP est un modèle de programmation parallèle. Il se veut plus proche des applications réelles que le modèle PRAM tout en permettant une analyse rapide.
Son nom n'est en aucun cas relié au logarithmes, mais bien aux quatre paramètres du modèle : L, o, g et P. 

## Description
Une machine conforme au modèle LogP est constituée de plusieurs processeurs (aussi appelés unités de traitement) avec mémoire distribuée.
Les processeurs sont connectés par l'intermédiaire d'un moyen de communication abstrait qui permet à une communication point-à-point. Ce modèle est synchrone par paire de processeurs et globalement asynchrone. 
Le modèle LogP prend en compte les quatre paramètres suivants :
- L la latence du moyen de communication utilisé.
- o la surcharge de temps nécessaire à l'envoi et à la réception d'un message.
- g l'écart nécessaire entre deux envois/réceptions de messages. Ce paramètre peut être interprété comme l'inverse de la bande passante du canal de communication entre les processeurs.
- P le nombre de processeurs. Chaque opération locale sur chaque machine s'effectue dans le même intervalle de temps, également appelé cycle.

Les valeurs des paramètres L, o  et g  sont mesurées en multiples de cycles de processeur.